# Deluge
Deluge は、Pythonで書かれたクロスプラットフォームのBitTorrentクライアントであり、FOSSである。Delugeはフロントエンドとバックエンドのアーキテクチャを採用しており、アプリケーションのネットワーク処理を担うC++製のソフトウェアライブラリであるlibtorrentが、テキストコンソール、ブラウザユーザインタフェース、およびプロジェクト独自のPythonによるバインディングを用いたGTKベースのグラフィカルデスクトップインターフェースといった複数のフロントエンドのいずれかと接続される。
DelugeはGPLv3+ライセンスの下で公開されている。

## 機能

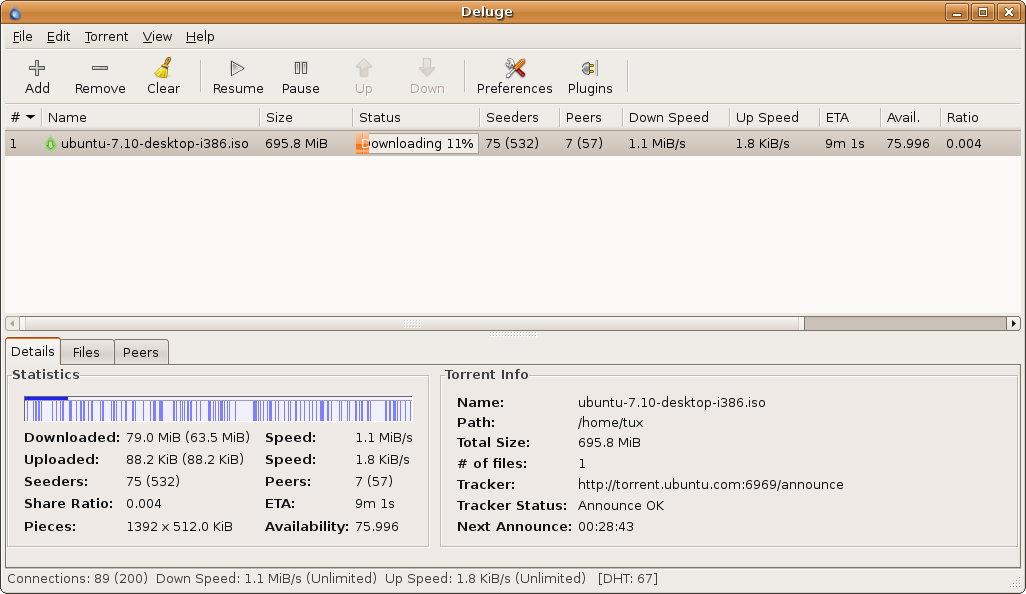
Delugeの旧バージョン

Delugeは軽量で安全かつ多機能なクライアントを目指している。この目標を達成するために、Delugeの機能の多くはさまざまな開発者によって作成されたプラグインモジュールの形で提供されている。
バージョン1.0以降、Delugeはインタフェースからコアを分離し、デーモン（サーバ／サービス）として動作させることで、ユーザーがウェブ経由でリモートからアプリケーションを管理できるようになった。Delugeは2009年1月にリリースされたバージョン1.1.0以降、マグネットリンクをサポートしている。

## 歴史
Delugeは、ubuntuforums.orgのメンバーであったザック・ティビッツとアロン・ザカイによって開始された。彼らは当初、プロジェクトをGoogle Code上でホストおよび保守していたが、のちに独自のウェブサイトへ移行した。
初期段階において、DelugeはGNOMEデスクトップ環境を対象としていたことからgTorrentと呼ばれていた。しかし、2006年9月25日に最初のバージョンがリリースされた際、SourceForge上に既に同名のプロジェクトgtorrentが存在していたことと、最終的にGNOMEに限定されずGTKをサポートする任意のプラットフォーム上で動作するように設計されたことから、名称がDelugeへと変更された。
バージョン0.5.xのリリースでは、0.4.x系のコードブランチから完全に書き直され、暗号化、ピア交換、2進接頭辞、およびUPnPのサポートが追加された。
バージョン0.5.1のリリース時期には、2人のオリジナル開発者が事実上プロジェクトから離れ、ローリー・モブリーとアンドリュー・「アンダール」・レッシュがDelugeの開発を引き継いだ。
バージョン0.5.4.1では、Mac OS X（MacPorts経由）およびWindowsのサポートが導入された。
2008年頃、Delugeはコードの変更を必要とせずにコムキャストによる帯域幅調整に耐性を示したことで注目を集めた。他のクライアントであるVuzeやμTorrentは、Delugeが実装していた手法を借用する必要があった。
バージョン1.1.1から1.1.3までの間、Windowsパッケージャーがプロジェクトを離れたため、Windows用インストーラーは提供されなかった。2019年にGTK3へ移行したことで、Windows対応は中断された。しかし、2022年にリリースされたバージョン2.1.0以降、libtorrent 1.2.xおよび2.0.xをサポートするWindows用インストーラーが再び提供されている。
バージョン1.1.3以降、Windows以外の全てのオペレーティングシステム向けパッケージの提供は開発者によって中止され、その代わりにソースのtarアーカイブとコミュニティ提供のパッケージが公開されている。